# Ilja Zdaniewicz
Ilja Zdaniewicz (ros. Илья́ Миха́йлович Здане́вич, gruz. ილია ზდანევიჩი; ur. 21 kwietnia 1894 w Tbilisi, zm. 25 grudnia 1975 w Paryżu) – rosyjski i francuski pisarz, teoretyk rosyjskiej awangardy i dadaizmu, wydawca, malarz. Korzystał z pseudonimów „Iliazd” i „Eli Aganbjuri”.
Urodził się jako syn Polaka, Michała Zdaniewicza, nauczyciela języka francuskiego, i Gruzinki, Walentyny Gamkrelidze, pianistki, uczennicy Piotra Czajkowskiego. Ukończył w roku 1917 wydział prawa uniwersytetu w Sankt Petersburgu. Tam zetknął się z Michaiłem Łarionowem, Natalią Gonczarową, Władimirem Majakowskim i Aleksiejem Kruczonychem. Prowadził korespondencję z Filippo Tommaso Marinettim.
Wraz ze starszym bratem Kiriłłem Zdaniewiczem stali się przywódcami zakaukaskiej awangardy artystycznej. Odkryli w roku 1912 u Niko Pirosmanaszwiliego samorodny talent malarza-smouka.
Propagował futuryzm, powołując się na korespondencję z Marinettim, oraz skłaniał się ku poetyce dadaizmu. Stanął na czele awangardowego ugrupowania „41°” (Aleksiej Kruczonych, Igor Tierientiew i in.). W 1913 napisał książkę o twórczości Gonczarowej i Łarionowa.
W latach 1917–1919 mieszkał w Tbilisi, w 1920 roku w Batumi.
W październiku 1920 wyruszył do Francji w celu zapoznania się z nowymi kierunkami sztuki, ale spędził rok w Konstantynopolu oczekując francuskiej wizy. W Paryżu przyłączył się do dadaistów i surrealistów (Paul Éluard, Tristan Tzara, Jean Cocteau, Robert Delaunay i Sonia Delaunay).
Propagował nowoczesną typografię, zajmował się grafiką książkową i sztuką użytkową. W firmie Coco Chanel współpracował z takimi sławami jak: Pablo Picasso, Georges Braque, Alberto Giacometti, André Derain, Henri Matisse, Fernand Léger i Marc Chagall.
W końcu lat dwudziestych odszedł od futuryzmu, napisał dwie powieści o tradycyjnej formie. Podczas II wojny światowej napisał około stu sonetów, z których zachowały się 73.
W roku 1943 ożenił się z imigrantką z Nigerii, która zmarła w roku 1945. Jej zawdzięczał etap zainteresowania sztuką afrykańską.